# Haplochromis paraguiarti
Haplochromis paraguiarti foi uma espécie de peixe da família Cichlidae. Era endémica do Quénia, Tanzânia e Uganda.  O seu habitat natural foi lagos de água doce.